# Борис Балинов
Борис Балинов е български общественик, кмет на Батак в периода 1946 – 1948 година.

## Биография
Ранен живот и образование
Роден е на 21 май 1921 г. в град Батак, син на Ангел Балинов – ветеран от Балканската и Първата световна война. Завършва прогимназията в 1936 г. с отличен успех и от септември същата година се записва в тригодишния курс на промишлено-мебелното училище в Батак – до 1939 г. От септември 1939 г. учи в „Столарското“ училище в Русе. Приет е за член на РМС есента на 1939 г.
Военна служба
През 1942 г. получава повиквателна за редовна служба в армията. Постъпва в Кавала като кавалерист на 15 септември 1942 г. Арестуван е през юни 1943 г. за това, че е бил член на РМС. По време на разпита търпи нечовешки мъчения, след което е осъден на смърт. По-късно присъдата му е намалена на доживотен затвор. Прекарва повече от година в Сливенския затвор, където е освободен на 8 септември 1944 г.
Политическа дейност
Борис Балинов се завръща от Сливен в Батак на 9 септември 1944 г. Избран е за кмет през 1946 г. Като кмет на Батак работи с голям ентусиазъм и далновидност за икономическото развитие и благоустрояване: нивелиране, канализиране и павиране на улици, разширяване на водоснабдяването, построяване на детски почивен дом в местността „Петрово бърдо“ със сто легла, модернизация на пътя Пещера – Батак-Картела и др. През целия си съзнателен живот активно и непосредствено допринася за икономическото и духовното развитие на родното си място. Оттегля се от длъжността си в 1948 г., защото получава стипендия да следва висше образование в Москва.
През 1949 г. става студент в Московския държавен университет „Ломоносов“ и през 1953 г. завършва специалността политическа икономия с отличен успех. Научно-педагогическата си дейност започва през 1953 г. като асистент по политическа икономия в Селскостопанската академия в София, а по-късно в Академията за обществени науки и социално управление (АОНСУ). Защитава дисертации и получава научните степени доктор по икономика (1961) и доктор на икономическите науки (1981). Избран е за доцент (1971), за професор (1983). Участва в подготовката на стотици ръководни кадри, специалисти и докторанти, в т.ч. и чуждестранни, за различните области на обществен живот. Ползва се с голям авторитет и признателност в научната икономическа общност, за творческите постижения в областта на науката и учебно педагогическата му дейност.
Научното творчество на професор Борис Балинов е насочено в три направления: методологически и методически проблеми на икономическата ефективност на капиталните вложения и на конкретните изследвания в тази област; теоретико-методологически проблеми и конкретни изследвания на националното богатство в Р. България, проблеми на развиващите се страни и отношенията на България с тях. Има над 80 научни труда и научнопопулярни публикации по тези и други теми, по важните от които са:
„Икономическата ефективност на капиталните вложения в черната металургия“ (1961), „Към въпроса за икономическата ефективност на капиталните вложения“ (1965), „Икономическите отношения на Р. България с развиващите се страни“ (1969), „Националното богатство на Р. България“ (1982), „Икономическата същност на некапиталистическото развитие“ (1971), „Същност и цели на националната буржоазия в развиващите се страни“ (1970), „Икономически проблеми на развиващите се страни“ (1971). Някои от трудовете са рецензирани в български и чуждестранни списания. Проф. Борис Балинов е автор и съавтор на учебници и учебно-методически помагала за български и чуждестранни студенти и аспиранти, издавани и на английски, френски, испански, португалски и арабски езици. Участва в редактирането и издаването на научни трудове на АОНСУ, в научни съвети и научни организации. Неговата научноизследователска, учебно-педагогическа и обществена дейност получава висока оценка и признанине от научната общественост, от преподаватели, докторанти и студенти. Награден е с високи отличия – ордени „Народна република България“ І степен, „Девети септември“ І степен, „За народна свобода“ ІІ степен, „Кирил и Методий“ І степен и юбилейни медали.
Живот в София
След като завършва висшето си образование в Москва, Борис се установява в София като преподавател по икономически науки. Автор е на няколко книги по икономика. Член на БКП до 1989 г. Живее в София до смъртта си през 1999 г.

## Семейство
Женен е, съпругата му се казва Лидия Балинова. Имат 2 сина – Балин (р. 1959, София) и Трендафил (р. 1968, София), и внук Борис (р. 1994, София).

## Отличия
- „Орден 9-и септември“ – I и III степен
- „Орден „Кирил и Методий““